# Pepper Pike
Pepper Pike és una ciutat dels Estats Units a l'estat d'Ohio. Segons el cens del 2000 tenia 6.040 habitants.

## Demografia
Segons el cens del 2000, Pepper Pike tenia 6.040 habitants, 2.203 habitatges, i 1.857 famílies. La densitat de població era de 328,9 habitants/km².
Dels 2.203 habitatges en un 32% hi vivien nens de menys de 18 anys, en un 78,3% hi vivien parelles casades, en un 5% dones solteres, i en un 15,7% no eren unitats familiars. En el 14% dels habitatges hi vivien persones soles el 6,7% de les quals corresponia a persones de 65 anys o més que vivien soles. El nombre mitjà de persones vivint en cada habitatge era de 2,62 i el nombre mitjà de persones que vivien en cada família era de 2,88.
Per edats la població es repartia de la següent manera: un 23,6% tenia menys de 18 anys, un 4,8% entre 18 i 24, un 16,7% entre 25 i 44, un 34,5% de 45 a 60 i un 20,3% 65 anys o més.
L'edat mediana era de 48 anys. Per cada 100 dones de 18 o més anys hi havia 84,5 homes.
La renda mediana per habitatge era de 133.316 $ i la renda mediana per família de 147.097 $. Els homes tenien una renda mediana de 100.000 $ mentre que les dones 46.116 $. La renda per capita de la població era de 71.255 $. Aproximadament l'1,6% de les famílies i el 3,7% de la població estaven per davall del llindar de pobresa.

## Poblacions properes
El següent diagrama mostra les poblacions més properes.